# Abdullah Ibrahim
Abdullah Ibrahim (* 9. října 1934 Kapské Město) je jihoafrický jazzový klavírista, saxofonista a hudební skladatel. Začínal v druhé polovině padesátých let jako člen skupiny The Jazz Epistles. V roce 1962 se přestěhoval do Evropy a počátkem sedmdesátých let zpět do Afriky, kde konvertoval k Islámu. Nahrál řadu alb a je autorem hudby k filmům Chocolat (1988) a S'en fout la mort (1990). Umístil se na 96. příčce v anketě Největší Jihoafričané podle SABC3. Jeho dcera Jean Grae působí jako hiphopová zpěvačka.